# 우로스
우로스(고대 그리스어: Oὔρος Ouros[*], 복수형은 우레아 Oὔρεα Ourea[*])는 번역하면 산(山)이라는 뜻으로 그리스 신화에서 "산"의 의인화된 신이다. '우레아 즉 온갖 산들'은 프로토게노이 중의 하나로 가이아가 배우자 없이 낳은 자식이다. 즉, 복수 개의 온갖 산들을 하나로 묶어서 한 명의 신으로 본다. 형제로는 우라노스(하늘), 폰토스(바다), 크로노스(시간의 신), 아난케(운명)이 있다